# Zalujne, Orjîțea
Zalujne (în ucraineană Залужне) este un sat în comuna Iabluneve din raionul Orjîțea, regiunea Poltava, Ucraina.

## Demografie
Componența lingvistică a localității Zalujne
     Ucraineană (94,12%)
     Rusă (2,94%)
     Polonă (2,94%)
Conform recensământului din 2001, majoritatea populației localității Zalujne era vorbitoare de ucraineană (94,12%), existând în minoritate și vorbitori de rusă (2,94%) și polonă (2,94%).